# Ropucha krátkonohá
Ropucha krátkonohá (Epidalea calamita či Bufo calamita) je druh žáby z čeledi ropuchovití (Bufonidae).

## Popis
Ropucha krátkonohá nedorůstá do větší délky než 8 cm. Poznáme ji podle žlutobílého nebo bílého proužku uprostřed hřbetu, zelené duhovky oka a krátkých zadních nohou. Proto neskáče jako jiné žáby, ale pohybuje se rychlým lezením.

## Druhové jméno
Komplexní práce kolektivu Frost et al. (2006) navrhla rozdělení rodu Bufo na rody Epidalea a Pseudepidalea, z čehož druhý jmenovaný po jisté kontroverzi byl posléze nahrazen již dříve vymezovaným rodovým označením Bufotes. V češtině se sice název všech tří tuzemských ropuch tradičně řazených do rodu Bufo nezměnil, ale část autorů českých publikací začala používat nově vytvořené vědecké názvy.
V běžném odborném či populárně naučném textu se dosud často objevuje rodové jméno Bufo. Staré vědecké názvy rodu Bufo zároveň stále figurují ve vyhláškách Ministerstva životního prostředí, a tak i ve všech pracích, které se opírají o legislativní ochranu.
Z toho vyplývá, že novější Epidalea calamita a dosud rozšířené Bufo calamita jsou synonyma. Ovšem nový rod Epidalea je užší, než býval rod Bufo - je tvořen právě jen ropuchou krátkonohou.

## Rozšíření
Je rozšířená od Portugalska a Španělska přes Francii do střední Evropy a jižního Švédska. Na východ výskyt zasahuje až do Pobaltí.

#### Rozšíření v Česku
ČR leží na východní hranici areálu druhu. Ropucha krátkonohá byla do nedávna známá pouze z Čech, na Moravě a Slezsku byla objevena teprve v roce 2019. Nejvýchodnějšími oblastmi jejího výskytu u nás jsou Osoblažsko a okolí Krnova. Řadí se mezi nejohroženější české žáby.

## Ekologie a biotop

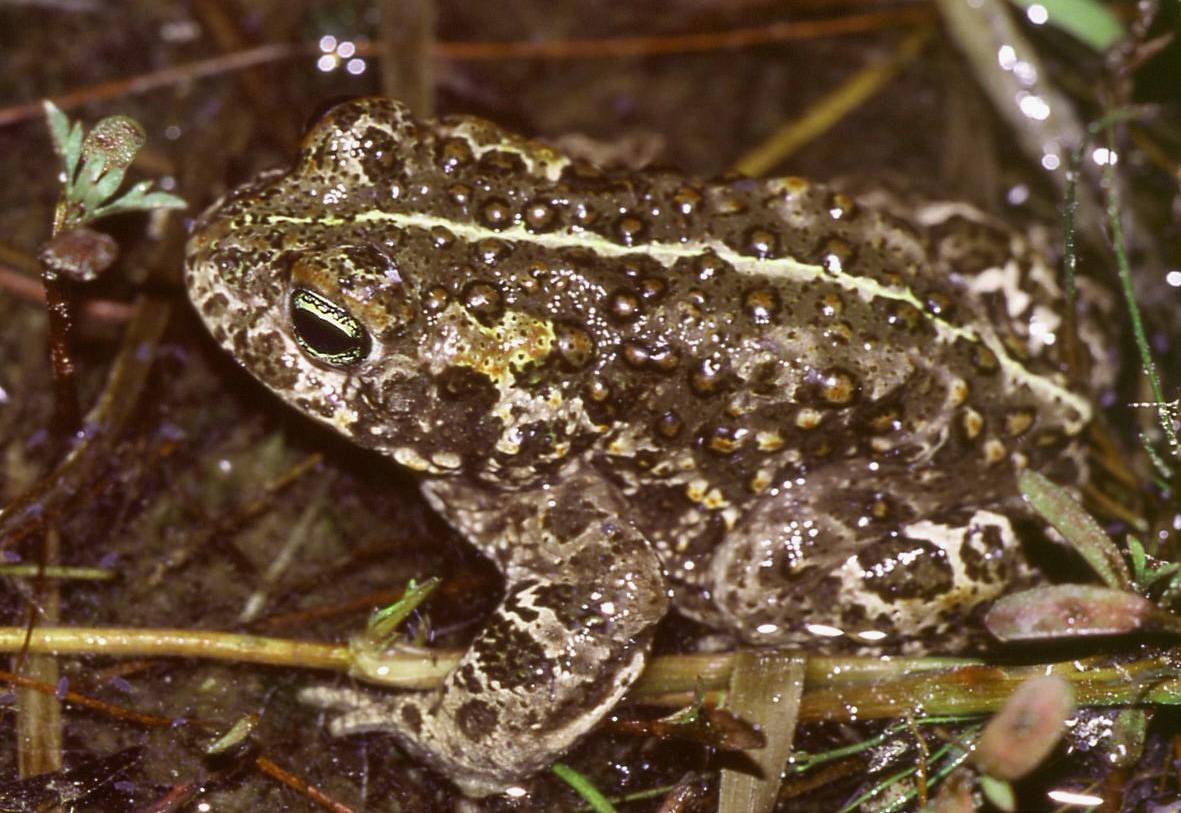
Ropucha krátkonohá

Dává přednost lehčím půdám, protože přezimuje zahrabaná ve velké hloubce – až dva metry; i přes den se ráda zahrabává do vlhkého písku, má na zadních chodidlech výraznou lištu. Konečky prstů má tmavé. Černá, šedě skvrnitá vajíčka v dlouhých řadách klade do vysychajících tůní, proto je jejich vývoj velmi rychlý. Sameček tohoto druhu má rezonanční měchýřek a jeho hlas se podobá trylku ropuchy zelené, je však nenápadnější. Ropucha je odolná vůči suchu, proto ji někdy, hlavně v křovinách, zastihneme i přes den. Skoro půl roku tráví v nehybném stavu, zahrabává se na zimovišti už v září či v říjnu a opouští jej v březnu, někdy až v dubnu. Jako všechny ropuchy dospívá až třetím nebo čtvrtým rokem. Živí se malými bezobratlými (hmyzem, pavouky, žížalami).